# جورج نوت
جورج نوت (بالإنجليزية: George Knott)‏ هو منافس ألعاب قوى أسترالي، ولد في 19 أغسطس 1910، وتوفي في 22 مارس 2001.

## وصلات خارجية
- جورج نوت على موقع النتائج التاريخية لألعاب القوى الأسترالية (الإنجليزية)
- جورج نوت على موقع أوليمبيديا (الإنجليزية)
- جورج نوت على موقع اللجنة الأولمبية الأسترالية (الإنجليزية)